# Краєво-Лентово
Краєво-Лентово (пол. Krajewo-Łętowo) — село в Польщі, у гміні Замбрув Замбровського повіту Підляського воєводства.
Населення — 77 осіб (2011).
У 1975-1998 роках село належало до Ломжинського воєводства.

## Демографія
Демографічна структура станом на 31 березня 2011 року:
|          | Загалом | Допрацездатний вік | Працездатний вік | Постпрацездатний вік |
| -------- | ------- | ------------------ | ---------------- | -------------------- |
| Чоловіки | 40      | 10                 | 25               | 5                    |
| Жінки    | 37      | 11                 | 21               | 5                    |
| Разом    | 77      | 21                 | 46               | 10                   |